# Alekséi Arakchéyev
El conde Alekséi Andréyevich Arakchéyev (Алексе́й Андре́евич Аракче́ев; 4 de octubre de 1769, Óblast de Nóvgorod - 3 de mayo de 1834, Grúzino, Óblast de Nóvgorod) fue un estadista y soldado ruso.
Fue designado inspector general de artillería en 1803 reorganizando esa sección del ejército, después prestó servicio como ministro de Defensa entre 1808 y 1810. Durante la Guerra Finlandesa forzó personalmente al indispuesto poder militar ruso, a cruzar el gélido Golfo de Finlandia para atacar las islas de Åland, lo cual resultó a fin de cuentas en la entrega de Finlandia por parte de Suecia a Rusia.
Fue el principal consejero militar de Alejandro I durante las Guerras Napoleónicas. Después de estos conflictos, supervisó la gestión de las cuestiones nacionales del país con implacable y cruenta eficiencia, lo que causó que el período comprendido entre 1815 y 1825 se conociera como Arakchéyevschina. También participó en la emancipación de los siervos en las gobernaciones bálticas y creó un sistema de colonias bélico-agrícolas.
- Datos: Q315858
- Multimedia: Alexey Andreyevich Arakcheyev / Q315858